# Mortiferik
Mortiferik ist eine 1998 gegründete Death- und Funeral-Doom-Band.

## Geschichte
Als „Anderson Morphis“ gründete Anderson da Silva Batista 1998 Mortiferik als Solo-Musikprojekt, um „dunkle Leidenschaft“ und „morbide Gefühle in langsamer Harmonie mit dunkler Poesie und chaotischen Klängen“ zu reflektieren. Neben Veröffentlichungen im Selbstverlag und einem Live-Album, das in Kooperation mit Ataque Underground Distro vermarktet wurde, beteiligte sich Mortiferik an der Kompilation Doomed Serenades - A Brazilian Doom Metal Compilation Vol. 2 mit dem Stück Energies of Darkness. Auftritte der Band fanden auf Festivals und zu Clubkonzerten im Bundesstaat Rio de Janeiro statt.

## Stil
Die von Mortiferik gespielte Musik wird von da Silva Batista als „Misanthropic Doom Metal“ beworben. Dabei spielt die Band einen Stil zwischen dem Death Doom der frühen 1990er Jahre und Funeral Doom.

## Diskografie
- 1998: Memory (Demo, Selbstverlag)
- 2012: Agony in the Silence (Demo, Selbstverlag)
- 2013: Empire of Sadness Returns (EP, Selbstverlag)
- 2015: Apresentação no Ataque Underground III (Live-Album, Ataque Underground Distro)